# Colima manzanillo
Colima manzanillo är en spindelart som beskrevs av Rudy Jocqué och Léon Baert 2005. Colima manzanillo ingår i släktet Colima och familjen Zodariidae. Inga underarter finns listade i Catalogue of Life.